# Синьогръдо пъстриче
Синьогръдите пъстричета (Enallagma cyathigerum) са вид насекоми от семейство Ценагриониди (Coenagrionidae).

## Разпространение
Разпространени са в по-голямата част от Европа, включително в България.

## Описание
На дължина достигат 32 – 35 mm.